# Euphrasia cisalpina
Euphrasia cisalpina är en snyltrotsväxtart som beskrevs av Herbert William Pugsley. Euphrasia cisalpina ingår i släktet ögontröster, och familjen snyltrotsväxter. Inga underarter finns listade i Catalogue of Life.